# Shannon Vyff
Shannon Vyff (ur. 10 czerwca 1975) – amerykańska transhumanistka, autorka powieści dla dzieci 21st Century Kids (Dzieci 21 wieku), oraz współautorka książki The Scientific Conquest of Death. Członkini zarządu w Immortality Institute, członkini fundacji Alcor (w której pełni funkcję Area Readiness Team Coordinator), doradca Life Boat Foundation. Praktykuje dietę opartą na ograniczaniu kalorii. Działa jako wolontariuszka Unitarian Universalist Church. Mężatka, matka trojga dzieci.

## Publikacje
- 21st Century Kids (Dzieci 21 wieku) – powieść przygodowa z gatunku science-fiction dla dzieci w wieku 9-12 lat, której bohaterami są dzieci poddane krioprezerwacji w procesie krioniki i przywrócone do życia po 200 latach. Porusza zagadnienia technologicznej osobliwości, podróży w czasie, transhumanizmu.

21st Century Kids, Shannon Vyff; Warren Publishing, Inc. (March 15, 2007), 280 stron, ISBN 978-1-886057-00-5, ISBN 1-886057-00-1
- The Scientific Conquest of Death (Naukowe zwalczanie śmierci) – zbiór esejów różnych autorów. Shannon Vyff jest autorką rozdziału "Confessions of a Proselytizing Immortalist"[5].

The Scientific Conquest of Death, Essays on Infinite Lifespans (2004) Edited by Immortality Institute, wyd. Libros en Red (October 12, 2004), 296 str., ISBN 987-561-135-2, ISBN 978-987-561-135-1